# Zahhak
Zahhāk o Zohhāk (persa: ضحاک) es un malvado personaje de la mitología persa, que en el folclore del antiguo Irán y en los textos del Avesta era conocido como Azi Dahaka. En persa medio se llama Bēvar-Asp (‘el que tiene 10 000 caballos’) o Dahāg.

## Etimología y palabras derivadas
Aži (cuyo nominativo es ažiš) es el nombre iraní avéstico correspondiente a la palabra ‘serpiente’ o ‘dragón’. Es cognado del sánscrito védico aji (‘serpiente’), que no tiene ninguna implicación siniestra. Las palabras Azi y Ahí están emparentadas con el griego ophis (ofis, ofidio), y el latín anguis (‘anguila’), que significan ‘serpiente’.
El significado de dahāka es incierto. Hay varios posibles significados:
- ‘picar’ (de origen incierto),
- ‘quemar’ (relacionado con el sánscrito dajana),
- ‘cuerpo’ u ‘hombre’ (véase el kotanés daja y el sánscrito deja, ‘cuerpo’),
- ‘enorme’ (véase el pashto lōy) o
- ‘extranjero’ (como la tribu escita dajae y la tribu védica dasa).

En la mitología persa, Dahāka se trata como un nombre propio, y es el origen de Ḍaḥḥāk o Zahhāk (véase Shāhnāme).
El término avéstico Aži Dahāka y el persa medio azdahāg son el origen de
- el nombre Az (demonio maniqueo de la codicia),
- el persa tajik azhdahā,
- el urdú azhdahā (اژدها) y
- el kurdo hazhdiha (ههژدیها),
- el persa moderno ojdehâ,

que significan ‘dragón’ (y a menudo aparece representado como símbolo de guerra).
La Azhdarchid es un grupo de pterosaurios que lleva el nombre uzbeko para la palabra ‘dragón’, que en última instancia viene de Aži Dahāka.

## El aji/aži en la tradición indoiraní
Existen historias de serpientes monstruosas, asesinadas o encarceladas por héroes o seres divinos, que se remontan a la prehistoria y se encuentran en los mitos de muchos de los pueblos indoeuropeos, incluidos los de los indoiraníes, es decir, los ancestros comunes de los iraníes y los indios védicos.
El más obvio punto de comparación es el sánscrito védico aji, que es afín al avéstico aži. Sin embargo, en la tradición védica, el único dragón importante es Vritrá, pero «no existe una tradición iraní de un dragón como el indio Vritrá, que es el guardián de las aguas y es derrotado por Indra» (Boyce, 1975: págs. 91-92).
Mientras que en la tradición iraní existen numerosos dragones malévolos, en la tradición védica solo aparece el dragón Vritrá, que es budhnia aji, el benevolente ‘dragón de las profundidades’. En el Rig-veda, los dioses luchan contra los dragones, en cambio en la tradición iraní esta función la ejercen los héroes mortales.
Así pues, aunque parece claro que matar dragones es cosa de héroes (y de dioses en el caso del Rig-veda) y es «una parte de la tradición y el folclore indoiranios, también es evidente que la India e Irán han desarrollado distintos mitos antes de tiempo» (Skjaervø, 1989:192).

## Otros dragones en la tradición iraní
Además de Aži Dahāka, en la Escritura zoroástrica se mencionan dragones y otras criaturas parecidas:
- Aži Sruvara: el 'dragón cornudo', también llamado Aži Zairita (el ‘dragón amarillo’), muerto a manos del héroe Kirsāsp, medio Kirsāsp persa (Yasna 9, 1, 9, 30; Yasht 19, 19).
- Aži Raoiδita: el 'dragón rojo', concebido por Angra Mainyu 'para lograr inducir el invierno', que es la reacción de Ahura Mazda a la creación de Airianem Vaeyah . (Vendidad 1.2).
- Aži Višāpa: el 'dragón venenoso', que se alimenta de ofrendas a Aban si se realizan entre el atardecer y el amanecer (Nirangistan 48).
- Gandarəβa: el 'amarillo-tacón', monstruo del mar 'Vourukasha' que puede tragar doce provincias a la vez. Al salir de destruir toda la creación deAsha, también fue asesinado por el héroe Kirsāsp. (Yasht 5,38, 15,28, 19,41).

## Aži Dahāka (Dahāg) zoroástrica en la literatura
El Aži Dahāka es el más importante y perdurable de los 'aži' de la Avesta, los textos más antiguos del zoroastrismo. Se describe como un monstruo con tres bocas, seis ojos y tres cabezas (presumiblemente tres cabezas con una boca y dos ojos cada una), astuto, fuerte y demoníaco. Aunque, en otros aspectos, Aži Dahāka tiene cualidades humanas y no es un mero animal.
Aži Dahāka aparece en varios de los mitos avésticos y se menciona en muchos más lugares de la literatura zoroástrica.
En un texto zoroástrico posavéstico, el Dēnkard, Aži Dahāka es identificado como un árabe, como la fuente de los escritos del judaísmo (en este contexto como una religión en contra de zoroastrismo), y dotado de todos los pecados, lo contrario del buen rey Jam. El nombre Dahāg (Dahāka) se puede interpretar en el sentido de ‘tener diez pecados’. Su madre es Wadag (o Ōdag), descrita como una gran pecadora que cometió incesto con su hijo.
En el Avesta, se dice que Aži Dahāka vivía en la inaccesible fortaleza de Kuuirinta, en la tierra de Baβri, donde adoraba los yazatas Arədvī Sūrā (Anāhitā), divinidad de los ríos, y Vayu, divinidad de la tormenta de viento. Basándose en la similitud entre Baβri y el Antiguo persa Bābiru (Babilonia), los zoroastrianos más tardíos localizado Aži Dahāka en Mesopotamia, aunque la determinación está abierta a la duda. Aži Dahāka les pidió a estos dos yazatas el poder de despoblar el mundo. Al ser representantes del Bien, obviamente se negaron.
En un texto avéstico, Aži Dahāka tiene un hermano llamado Spitiyura. Juntos atacan al héroe Yima (Jamshid) y le cortan por la mitad con una sierra, pero luego son derrotados por el yazata Ātar, el espíritu divino de fuego.
Según los textos post-avésticos, a raíz de la muerte de Jam ī Xšēd (Jamshid), Dahāg adquirió poder de rey. Otra texto zoroástrico tardío, el Mēnog ī xrad, dice que esto fue bueno, ya que si Dahāg no se hubiera convertido en rey, la tierra hubiese sido gobernada por el demonio inmortal Xešm (Aēšma), y el mal habría reinado en la tierra hasta el fin del mundo.
Se dice que Dahāg gobernó durante mil años, empezando 100 años después de que Jam perdiera su xvar ə nah, su gloria real (véase Jamshid). Es descrito como un hechicero que gobernó con la ayuda de los demonios, los daeva.
El Avesta identifica a la persona que finalmente derrotó a Aži Dahāka como Θraētaona hijo de un Aθβiya, llamado Frēdōn en Medio persa. El Avesta tiene poco que decir acerca de la naturaleza de la derrota de Aži Dahāka a manos de Θraētaona, aparte de que le permitió liberar a Arənavāci y Savaŋhavāci, las dos mujeres más hermosas del mundo. Más tarde, algunas fuentes, en especial el Dēnkard, proporcionaron más detalles. Se dice que Frēdōn fue dotado con el fulgor divino de los reyes (xvarənah) desde el nacimiento, y fue capaz de vencer a Dahāg a los nueve años de edad, hiriéndole en el hombro, el corazón y el cráneo con una maza y haciéndole tres heridas con una espada. Sin embargo, cuando lo hizo, surgieron bichos (serpientes, insectos y otros) de las heridas, y el dios Ormazd le dijo que no a matara a Dahāg para evitar que el mundo se infestadas de estas criaturas. En lugar de ello, Frēdōn encadenó a Dahāg y lo encarceló en el mítico monte Damāvand (más tarde identificado con el Damāvand, la montaña más alta de la cadena Alborz).
Fuentes del Medio persa también profetizan que en el fin del mundo el Dahāg romperá sus cadenas y devastará el mundo consumiendo uno de cada tres seres humanos y ganado. Kirsāsp, el antiguo héroe que había dado muerte al Az ī Srūwar, regresará a la vida para matar al Dahāg.

## Zahhāk en el Shāhnāma

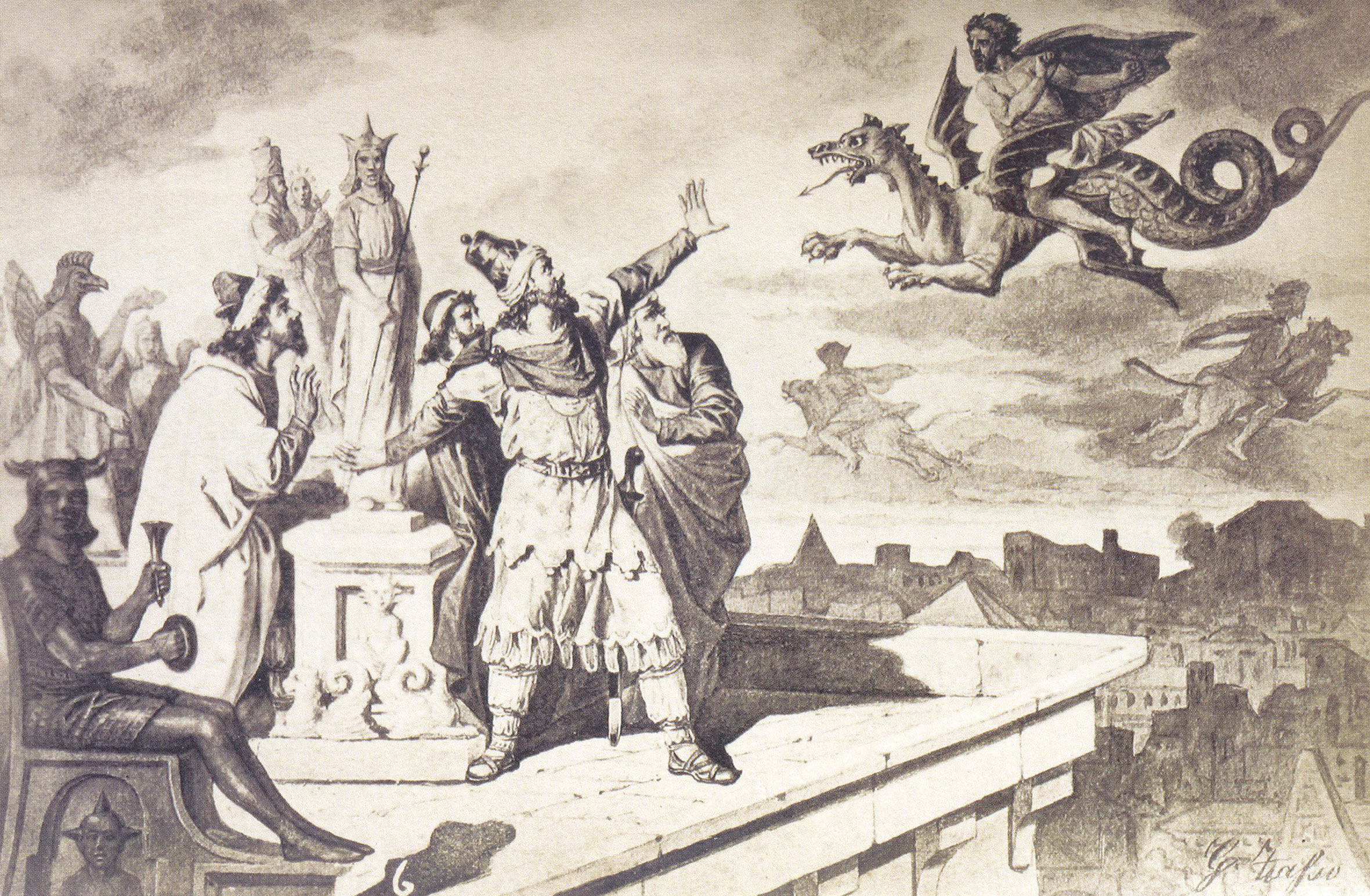
Representación. Sueños de Zahak

En el poema épico de Ferdousí la Shāhnāma, escrito c. 1000 d. C., se vuelve a contar la leyenda de Dahāg y al personaje principal se le da el nombre de Zahhāk o Zohhāk. El nombre está escrito con los caracteres árabes ض y ح, que rara vez aparecen en palabras persas de origen no árabe, y pueden haber sido elegidos para subrayar el origen presuntamente árabe del personaje.

### Zahhāk en Arabia
Según Ferdousí, Zahhāk (transliteración árabe: Ḍaḥḥāk o Ḍuḥḥāk) fue el hijo de un gobernante árabe llamado Merdās. Debido a su origen árabe, a veces se llama Zahhāk-e Tāzi. Fue inteligente y guapo, pero no tenía estabilidad de carácter y era fácil de influenciar por malos asesores. Por eso Ahriman lo escogió como instrumento para sus planes de dominación mundial.
Cuando Zahhāk era joven, Ahriman se le presentó por primera vez con mucha labia, como una compañía halagadora, y poco a poco lo convenció de que debía matar a su propio padre y hacerse cargo de sus territorios. Le enseñó a cavar una profunda fosa y cubrirla con hojas en un lugar donde Merdās acostumbraba a caminar. Merdās cayó y fue asesinado. Zahhāk se convirtió así en parricida y rey al mismo tiempo.
Luego Ahriman adoptó otro disfraz y se presentó ante Zahhāk como un maravilloso cocinero. Después de haberle brindado a Zahhāk muchos días de suntuosas fiestas, Zahhāk estaba dispuesto a darle a Ahriman todo lo que quisiera. Ahriman solo pidió besar a Zahhāk sobre sus dos hombros. Zahhāk lo permitió, pero cuando Ahriman tocó con sus labios los hombros de Zahhāk, inmediatamente desapareció. En ese momento, dos serpientes negras surgieron de los hombros de Zahhāk. No podían ser eliminadas quirúrgicamente, pues tan pronto como una cabeza de serpiente se cortaba, otra ocupaba su lugar.
Entonces Ahriman se presentó ante Zahhāk como un experto médico. Aconsejó a Zahhāk que el único remedio era dejar que las serpientes permanecieran sobre sus hombros, y satisfacer su hambre con cerebros humanos todos los días, de lo contrario las serpientes se alimentarían del suyo propio.
Desde un punto de vista psicológico, las serpientes de los hombros de Zahhāk podrían representar su deseo de causar la muerte o una forma de sadismo que si dejaba insatisfecha atormentaría a Zahhāk. Cuando Zahhāk es derrotado por Fereydun, este no puede pensar en un mejor castigo que simplemente obligarlo a permanecer atado en la cueva, donde las serpientes (que son alimentados) se comerán el propio cerebro del Zahhak, que simboliza su agonía interior y la lujuria homicida insatisfecha.
Esta historia es la manera de Ferdousí de conciliar las descripciones de Dahāg como un dragón monstruoso de tres cabezas y las historias que le tratan como un rey humano. Según Ferdousí, Zahhāk es originariamente humano, pero mediante la magia de Ahriman se convierte en un monstruo. De hecho, tiene tres cabezas, las dos cabezas de serpiente y una cabeza humana, y las serpientes nos recuerdan su caracterización original como dragón.
La caracterización de Zahhāk como árabe refleja, en parte, la anterior asociación de Dahāg con los pueblos semitas de Irak, aunque probablemente también refleja el resentimiento de muchos iraníes por la conquista árabe de Persia del siglo VII .

### Zahhāk el Emperador
Más o menos en ese momento, Jamshid, que era el gobernante del mundo, perdió su derecho divino a gobernar a causa de su arrogancia. Zahhāk se presentó a sí mismo como el salvador de los descontentos iraníes que querían un nuevo gobernante (lo que refleja la adopción de la religión y la cultura árabe por los persas después de la conquista árabe de Persia y la posterior opresión a la que se enfrentan los persas). Juntando un gran ejército, marchó en contra de Jamshid, que huyó al ver que no podía resistir frente a Zahhāk. Zahhāk persiguió a Jamshid durante muchos años y finalmente lo atrapó y lo sometió a una muerte miserable -serró a Jamshid por la mitad. Zahhāk ahora pasó a ser el gobernante de todo el mundo. Entre sus esclavas había dos de las hijas del Jamshid, Arnavāz y Shahrnavāz (en avéstico Arənavāci y Savaŋhavāci).
Las dos cabezas de serpiente de Zahhāk todavía ansiaban cerebros humanos para comer, por lo que todos los días los espías de Zahhāk capturaban dos hombres y los ejecutaban para que sus cerebros sirvieran de alimento a las serpientes. Dos hombres, llamados Armayel y Garmayel, querían encontrar la manera de evitar que las personas fueran asesinadas por las serpientes. Por ello, aprendieron a cocinar y tras dominar la manera de elaborar las deliciosos platos, fueron al palacio de Zahhāk y lograron convertirse en los chefs del palacio. Todos los días salvaban a uno de los dos hombres y ponían el cerebro de una oveja en lugar del suyo en la comida, pero no pudieron salvar la vida de los ambos hombres.
La tiranía de Zahhāk en el mundo duró siglos. Pero un día Zahhāk tuvo un sueño terrible -que tres guerreros le atacaban y el más joven le golpeaba con su mazo, lo ataba y lo arrastraba hacia una montaña alta. Zahhāk despertó aterrorizado. Siguiendo el consejo de Arnavāz, convocó a los sabios y a los intérpretes de sueños para explicarles su sueño, quienes se mostraron reacios a decir nada. Finalmente uno de ellos dijo que se trataba de una visión del fin del reinado de Zahhāk, que los rebeldes se levantarían y despojarían a Zahhāk de su trono. Incluso nombró al hombre que tomaría el lugar de Zahhāk: Fereydun.
Zahhāk se obsesionó con buscar a Fereydun y destruirlo, aunque no sabía dónde vivía ni quién era su familia. Su espías fueron a todos lados en búsqueda de Fereydun, y finalmente oyeron que solo era un niño que se alimentaba de la leche de la maravillosa vaca Barmāyeh. Los espías localizaron a Barmāyeh en las altas praderas donde pastaba, pero Fereydun ya había huido. Mataron a la vaca, pero tuvieron que regresar ante Zahhāk sin cumplir su misión.

### La Revolución contra Zahhāk
Zahhāk trató de consolidar su imperio coaccionando a una asamblea de los principales hombres del reino para que firmaran un documento que atestiguara la rectitud de Zahhāk, para que nadie pudiera tener ninguna excusa para la rebelión. Un hombre se rebeló en contra de esta farsa, un herrero llamado Kāva (Kaveh). Delante de toda la asamblea, Kāva contó cómo los subordinados de Zahhāk habían asesinado a diecisiete de sus dieciocho hijos para que las serpientes de Zahhāk pudieran saciar su ansia de cerebros humanos -el último hijo había sido encarcelado, pero aún seguía con vida.
En frente de la asamblea, Zahhāk tenía que aparentar ser misericordioso y por ello liberó al hijo de Kāva. Pero cuando intentó que Kāva firmara el documento que certificaba la rectitud de Zahhāk, Kāva rompió el documento, salió del tribunal y alzó su delantal de herrero como estandarte de la rebelión -la Kāviyāni Banner, derafsh-e Kāviyānī(درفش کاویانی). Proclamó su apoyo a Fereydun como gobernante.
Pronto muchas personas siguieron a Kāva a las montañas Alborz, donde vivía Fereydun. Ahora Fereydun era un hombre joven y estaba de acuerdo en liderar a la gente en contra de Zahhāk. Tenía una maza hecha por él con una cabeza como la de un buey, y junto a sus hermanos y seguidores se dirigió a luchar contra Zahhāk. Zahhāk ya había dejado la capital, que cayó en manos de Fereydun con poca resistencia. Fereydun liberó a todos los presos del Zahhāk, incluyendo Arnavāz y Shahrnavāz.
Kondrow, el tesorero de Zahhāk, simuló rendirse frente a Fereydun, pero cuando tuvo la oportunidad escapó y le contó a Zahhāk lo que había ocurrido. Zahhāk en primera instancia desestimó el asunto, pero cuando supo que Fereydun había sentado a las hijas de Jamshid en tronos como sus reinas, se indignó e inmediatamente se apresuró a volver a su ciudad para atacar a Fereydun.
Cuando llegó allí, Zahhāk vio que la capital estaba enérgicamente en contra de él, y que su ejército estaba en peligro. Al ver que no podía someter la ciudad, entró en su propio palacio como espía y trató de asesinar a Arnavāz y Shahrnavāz. Fereydun golpeó a Zahhāk con su maza de cabeza de buey, pero no lo mató. Siguiendo el consejo de un ángel, ató a Zahhāk y lo encarceló en una cueva debajo del monte Damāvand, cubriéndolo con la piel de un león unida a unos grandes clavos fijados en las paredes de la caverna, donde permanecerá hasta el fin del mundo. Así, después de mil años de tiranía, terminó el reinado de Zahhāk.
| Predecesor: Jamshid | Zahhāk 1800 - 800 a. C. (después de Keyumars) | Sucesor: Fereydun |

## Aži Dahāka en la cultura popular
- En el videojuego Prince of Persia de la serie de Ubisoft, Dahaka aparece como el monstruoso guardián de la continuidad, por la caza y el asesinato de anomalías en la línea de tiempo de la historia.
- En el Anime OVA Heroica Leyenda de Arslan basado en un manga del mismo nombre, el monte Damāvand aparece como la prisión de Zahhak.
- En Ogre Battle 64: Person of Lordly Caliber para Nintendo 64, la Azhi Dahaka es el verde, scaley forma final de la tierra elemental dragones en el juego.
- En el juego de rol Vampiro la Masquerade, algunos miembros del clan Tzimisce se esfuerzan por ser como Azhi Dahaka.
- En las series de televisión Xena: la princesa guerrera y Hércules: Los viajes legendarios, la malvada deidad Dahak está basada en Azhi Dahaka.
- También aparece en Hermosura: legado de las Cruzadas (juego de Interplay, 2003), como tutor de su guarida en la fortaleza en Alamut.
- En los juegos de video PlayStation 2 Final Fantasy X-2, tres fiends llamado Azi Dahaka guardia de la rutas directas a Vegnagun.
- En su Imperio de Ashes-trilogía, David Weber escribió sentir una inmensa nave con el nombre de Dahak, cuya cresta fue un dragón de tres cabezas.
- En Suikoden V, hay un enorme barco llamado Dahak -sus 3 figuras de dragón son probablemente una referencia a la mencionada nave y Azhi Dahaka. También hay un llamado Queen's Knight Zahhak.
- En el tercer libro de la serie de rol «Espada de Sangre», el jugador se enfrentará a tres simulacros de los antiguos dioses. Azidahaka fue descrito como una criatura serpentina con tres cabezas humanas.
- Uno de los más famosos monstruos en la serie Godzilla, King Ghidorah, parece basarse en Ahzi Dahaka. Ambos son dragones de tres cabezas, King Ghidorah algunas veces se denomina «El Rey del Terror».
- En el juego coreano RPG La Guerra de Génesis III, los protagonistas hacen una sección de trayecto de vuelo con dragones con la repetición de grandes cañones montados en sus partes inferiores. Estas criaturas voladoras se denominan Azhi Dahaka. La apariencia es similar a la de un pterodactyl y se describe como «muy difícil de controlar».
- Azhi Dahaka son también una raza de inmortales de ficción que aparecen en El Eterno, una serie de los libros Role Playing Game, publicados originalmente por Visionary Entertainment. En este contexto, el nombre se refiere a una criatura sobrenatural que ha robado y se consume el alma de por lo menos un dragón.
- Azhi Dahaka es una clase de Dragon en el juego Disgaea: Hour de la oscuridad.
- En el juego de Playstation Dragon Valor, Azi Dahaka es el último dragón jefe y el gobernante de todos los dragones.
- En MMORPG Final Fantasy XI, Zahak se cita como el fundador del Imperio de Aht Urhgan. Los jugadores que se convierten en Magos Azules también reciben la 'Marca de la Zahak'. La fijación de los tesoros de Aht Urhgan también se basa en gran medida en Persia y su mitología.
- Az-i-Dahakes el título del álbum de la banda americana de black metal Black Funeral, la serpiente es referenciada en varios títulos de las canciones de ese álbum.
- En la novela de fantasía japonesa "Mondaiji-tachi ga Isekai Kara Kuru Sō Desu yo?" Azi Dahak es el enemigo principal de los volúmenes finales siendo uno de los tres last embryo (pruebas definitivas de la humanidad) y asesino de miles de dioses- Este es representado como un dragón blanco humanoide con tres cabezas.

## Nombre de lugares
La ciudadela Zahak es el nombre de una antigua ruina en Azerbaiyán Oriental, Irán, que según diversos expertos, fue habitada desde el segundo milenio a. C. hasta la época Timurid. Excavada en primer lugar en 1800 por arqueólogos británicos, el Irán Patrimonio Cultural Organización ha estado estudiando la estructura en 6 etapas. 